# Dora Awards
Les Dora Mavor Moore Awards (ou Dora Awards) sont créés en 1978 et décernés chaque année à des productions théâtrales et à des artistes de Toronto, Ontario. Les « Doras » portent le nom de l'artiste de théâtre Dora Mavor Moore et sont administrées par la Toronto Alliance for the Performing Arts (en). En 2019, ils adoptent des catégories de performance genre neutre.